# بخش اولفستروم
بخش اولفستروم (به سوئدی: Olofströms kommun) یک ناحیه شهری در سوئد است که در شهرستان بلکینگه واقع شده‌است.